# Рефанди
Рефанди́ (рос. Рефанды, башк. Рәфәнде) — присілок у складі Мішкинського району Башкортостану, Росія. Входить до складу Новотроїцької сільської ради.
Населення — 249 осіб (2010; 272 у 2002).
Національний склад:
- марійці — 100 %